# 夏灣小學
夏灣小學位於中國廣東省珠海市香洲區拱北街道，是當地的一所公立小学。

## 概述
夏湾小學创办于1958年，原來是一所村办的小学，设於夏湾村祠堂。1989年重建。1990年转为公办学校，並遷至現時位於夏湾路的新建校址。由於學校鄰近港珠澳大桥珠海连接线及澳門跨境工業區，所以有不少港澳居民在內地的子女都在學校裡就讀。1995年5月，晋升为区一级学校。2000年7月，晋升为市一级学校。
至2013年，占地14484.5平方米，建筑面积9857平方米。教学班34个，学生1706人。